# Brian Ua Néill
Brian mac Néill Ruaidh Ó Néill (muerto el 14 de mayo de 1260), conocido también como Brian O'Neill, fue Rey Supremo de Irlanda de 1258 a 1260. Su estatus como Rey Supremo es discutido por algunos, ya que no contó el apoyo de los O'Brien de Thomond en la Batalla de Druim Dearg en 1260, lo que acabó causando su muerte. No obstante, habían presentado su sumisión y entregado rehenes antes de aquello.

## Revuelta en Irlanda
Debido a la presión creciente de los colonizadores normandos bajo el Señorío de Irlanda, la revuelta comenzó a extenderse por Irlanda. Tadhg O'Brien, hijo del Rey de Thomond derrotó a los colonizadores en 1257 y saqueó sus tierras. La muerte de Hugh de Lacy, conde de Úlster en 1243 significó que el condado de Úlster siguió aún en un periodo de administración laxa.
En 1255, Brian (que en esa época era Rey de Tir Eoghain) aprovechó la situación para atacar las tierras de los colonizadores a través del Río Bann en Ulaid y destruyó todas las ciudades y castillos que encontró en su camino. Entretanto, Aodh O'Connor, el hijo del Rey de Connacht, expandió su territorio con la conquista del vecino Reino de Breifne en 1256 (con el apoyo de Brian).

## Rey supremo de Irlanda
Brian, Tadhg, y Aodh formaron una alianza, y en 1258 se reunieron cerca de la derruida fortaleza Geraldine de Belleek, en Fermanagh en el Erne, donde Brian fue confirmado como Rey Supremo de Irlanda y el dominio de Aodh sobre Breifne aceptado. Aun así su éxito tuvo corta vida. Tadhg murió el año siguiente, y Brian y Aodh perdieron un valioso aliado.

## Batalla de Druim-dearg y muerte
En 1260 Brian y Aodh reunieron un ejército y atacaron a los colonos normandos cerca de Downpatrick. Esperando un ataque, los normandos también prepararon tropas, formadas mayoritariamente por levas de nativos irlandeses, bien aliados suyos, bien bajo su dominio (i.e. Leinster, Munster, parte de Connacht y Meath). En la Batalla de Druim-dearg, Brian y Aodh sufrieron una contundente derrota, y Brian murió junto con muchos otros importantes líderes irlandeses (incluyendo varios jefes O'Cahan). Los Anales de Inisfallen afirman que las fuerzas normandas estaban formadas por irlandeses y sólo un pequeño grupo de normandos. La cabeza de Brian fue enviada a Enrique III de Inglaterra.

## Linaje y sucesores
Brian era hijo de Niall Ruadh (hijo de Áed en Macáem Tóinlesc) y su mujer Nuala Ní Conchobair, hija de Ruaidrí Ua Conchobair el último Rey Supremo de Irlanda antes de la invasión normanda.